# منير شورى
منير شورى (1910-2001) هو طبيب سوري ونقيب أطباء، إنتُخب عميداً كلية الطب في جامعة دمشق وكان نائباً في البرلمان السوري عام 1953. وهو زوج الرائدة النسائية قمر قزعون شورى.

## البداية
ولد منير شورى في دمشق يوم 25 نيسان 1910 ووالده كان صيدلانياً معروفاً يدعى صادق شورى، وهو من أوائل الصيادلة المجازين من اسطنبول. وقد سُمي حيّ شورى في منطقة المهاجرين بدمشق على اسم العائلة حيث كانت صيدلية أبيه. دَرس المرحلة الإبتدائية والثانوية في مكتب عنبر، ثم الطب في جامعة دمشق وتخرج منها عام 1933. حصل على الاختصاص في الجراحة البولية من جامعات فرنسا ولدى عودته إلى سورية لقب بأبو الجراحة البولية بعد أن أسس شعبة الجراحة البولية في مستشفى دمشق اخترع أداة لتفتيت الحصى في الكلية، استمر باستعمالها في عملياته لما يقرب النصف قرن. كما أجرى خلال حياته عمليات متميزة منها إنشاء مثانة صناعية مصنوعة من جزء من الكولون لمرضى سرطان المثانة بعد استئصالها.

## المسيرة الطبية
وقد أسس منير شورى مستشفى خاص من عشرة أسرّة خصص ثلاثة منها لتكون مجانية بشكل دائم. ومن منجزاته الطبية وضع كتاب باللغة العربية عن الجراحة البولية، صدر عام 1946، إضافة للعديد من الكتب الطبية التي ظلّت تدرس لسنوات طويلة بعد وفاته. كما أسس الجمعية السورية للجراحة البولية عام 1974 وانتخب نقيباً لأطباء سورية في دورتين متتاليتين في الفترة ما بين 1954-1962. وكان رئيساً لقسم السريريات الجراحية في المستشفى الوطني وجرّاح في مستشفى الفرات. كما إنتُخب عميداً لكلية الطب في جامعة دمشق خلال السنوات 1963-1968، واستمر بتدريس الجراحة البولية بعد تقاعده حتى سنة 1992.

## الأوسمة
بعد حرب فلسطين عام 1948، نال منير شورى وسام الاستحقاق السوري من الدرجة الأولى وذلك لانقاذه الكثير من الجنود بإجرائه عمليات استخراج الرصاصات والشظايا تحت الأشعة بيديه العاريتين مما أثّر على اصبعين بيده اليمنى بحروق دائمة رافقته حتى آخر يوم في حياته والتي كان يعتبرها الوسام الحقيقي له.

## السياسة
انتسب منير شورى إلى حركة التحرير العربي، برئاسة العقيد أديب الشيشكلي، وإنتُخب نائباً عن مدينة دمشق في الفترة ما بين 1953-1954 ورئيساً للكتلة النيابية الأكبر في البرلمان السوري.

## الهلال الأحمر
في منتصف الأربعينيات وبعد الاستقلال ساهم منير شورى مع مجموعة من الأطباء والتجار في تأسيس الهلال الأحمر العربي السوري حيث أسس فرع الشبيبة في الهلال الأحمر وترأسه لفترة من الزمن، كما كانت زوجته قمر قزعون رئيساً لفرع دمشق من الهلال الأحمر لسنوات.

## نشاطات أخرى
انتخب منير شورى رئيساً للجمعية السورية للفنون عام 1963 وكان مُحباً للرياضة، وقد تميّز بلعبة كرة القدم وكان هداف نادي بردى لفترة طويلة.

## الحياة العائلية
تزوج منير شورى من الرائدة في الحقل النسائي قمر قزعون عام 1940 وأنجب منها أربع اولاد هم الدكتور وسيم شورى، المهندسة ميسان، الأستاذ دارم  والأستاذة رنا.

## الوفاة
توفي منير شورى في دمشق يوم 19 كانون الأول 2001 عن عمر ناهز الواحد والتسعين عاماً.